# Bokajan
Bokajan là một thị xã và là nơi đặt ủy ban khu vực thị xã (town area committee) của quận Karbi Anglong thuộc bang Assam, Ấn Độ.

## Địa lý
Bokajan có vị trí 26°01′B 93°47′Đ / 26,02°B 93,78°Đ Nó có độ cao trung bình là 138 mét (452 foot).

## Nhân khẩu
Theo điều tra dân số năm 2001 của Ấn Độ, Bokajan có dân số 14.938 người. Phái nam chiếm 56% tổng số dân và phái nữ chiếm 44%. Bokajan có tỷ lệ 74% biết đọc biết viết, cao hơn tỷ lệ trung bình toàn quốc là 59,5%: tỷ lệ cho phái nam là 80%, và tỷ lệ cho phái nữ là 68%. Tại Bokajan, 12% dân số nhỏ hơn 6 tuổi.